# George Pomutz
George Pomutz fue un general estadounidense de origen rumano.
Él nació en Gyula, Imperio austríaco, en una familia de rumanos ortodoxos. George luchó en la Revolución de 1848 del lado de los revolucionarios húngaros, donde ganó el rango de capitán.
Luego emigró a América. Fue una figura importante de la guerra civil estadounidense, donde luchó del lado de los unionistas. Ha adquirido el rango de general.
También fue embajador de Estados Unidos en el Imperio ruso. Su nombre está relacionado con el proceso de compra estadounidense de Alaska.
Fue un patriota rumano, apoyando los derechos de los rumanos en Hungría. También apoyó las relaciones amistosas entre Hungría y el Principado de Rumanía.
Murió el 12 de octubre de 1882 en San Petersburgo. Tenía 64 años.